# Mieza
Mieza – miasto w starożytnej Macedonii. Nieznana jest jego dokładna lokalizacja. 
W mieście tym nauki od Arystotelesa pobierał Aleksander Macedoński. Z tego miasta wywodził się jeden z oficerów Aleksandra, Peukestas. 